# Джексонвілл (Арканзас)
Джексонвіль (англ. Jacksonville) — місто (англ. city) в США, в окрузі Пуласкі штату Арканзас. Населення — 29 477 осіб (2020).

## Географія
Джексонвіль розташований на висоті 87 метрів над рівнем моря за координатами 34°52′42″ пн. ш. 92°7′56″ зх. д. / 34.87833° пн. ш. 92.13222° зх. д. (34.878455, -92.132186).  За даними Бюро перепису населення США в 2010 році місто мало площу 73,09 км², з яких 72,78 км² — суходіл та 0,31 км² — водойми.

## Демографія
Згідно з переписом 2010 року, у місті мешкали 28 364 особи в 10 936 домогосподарствах у складі 7373 родин. Густота населення становила 388 осіб/км².  Було 12412 помешкання (170/км²). 
Расовий склад населення:
| - 57,7 % — білих - 32,7 % — чорних або афроамериканців - 2,1 % — азіатів - 0,6 % — корінних американців - 0,1 % — вихідців з тихоокеанських островів - 2,7 % — осіб інших рас |

До двох чи більше рас належало 4,1 %. Іспаномовні складали 6,7 % від усіх жителів.
За віковим діапазоном населення розподілялося таким чином: 26,9 % — особи молодші 18 років, 62,8 % — особи у віці 18—64 років, 10,3 % — особи у віці 65 років та старші. Медіана віку мешканця становила 30,8 року. На 100 осіб жіночої статі у місті припадало 97,1 чоловіків;  на 100 жінок у віці від 18 років та старших — 94,4 чоловіків також старших 18 років.
Середній дохід на одне домашнє господарство  становив 50 972 долари США (медіана — 41 006), а середній дохід на одну сім'ю — 58 001 долар (медіана — 47 109). Медіана доходів становила 33 963 долари для чоловіків та 31 941 долар для жінок. За межею бідності перебувало 18,7 % осіб, у тому числі 27,0 % дітей у віці до 18 років та 7,1 % осіб у віці 65 років та старших.
Цивільне працевлаштоване населення становило 11 150 осіб. Основні галузі зайнятості: освіта, охорона здоров'я та соціальна допомога — 21,0 %, мистецтво, розваги та відпочинок — 15,4 %, роздрібна торгівля — 14,6 %.